# Opsius confusus
Opsius confusus är en insektsart som beskrevs av Korolevskaya 1968. Opsius confusus ingår i släktet Opsius och familjen dvärgstritar. Inga underarter finns listade i Catalogue of Life.